# King of Bowling 3
King of Bowling 3 è un videogioco sportivo, incentrato sul tema del bowling e pubblicato dalla Phoenix Game Limited nel 2002 e fa parte della serie di giochi King of Bowling